# Bourrouillan
Bourrouillan ist eine französische Gemeinde mit 167 Einwohnern (Stand 1. Januar 2022) im Département Gers in der Region Okzitanien (vor 2016: Midi-Pyrénées). Sie gehört zum Arrondissement Condom und zum Kanton Grand-Bas-Armagnac.
Die Einwohner werden Bourrouillanais und Bourrouillanaises genannt.

## Geographie
Bourrouillan liegt circa 34 Kilometer südwestlich von Condom in der historischen Provinz Armagnac.
Umgeben wird Bourrouillan von den fünf Nachbargemeinden:
| Lias-d’Armagnac | Ayzieu                                      |         |
| Panjas          | Kompassrose, die auf Nachbargemeinden zeigt | Manciet |
|                 | Sainte-Christie-d’Armagnac                  |         |

Bourrouillan liegt im Einzugsgebiet des Flusses Adour.
Die Douze bildet die natürliche Grenze zur östlichen Nachbargemeinde Manciet. Linke Nebenflüsse der Douze durchqueren das Gebiet der Gemeinde,
- der Ruisseau de Maynard,
- der Ruisseau de Tapie und
- der Ruisseau de Guillombeyrie.

Der Ruisseau de Taret entspringt in Bourrouillan und mündet als rechter Nebenfluss in den Midou.

## Einwohnerentwicklung
Nach Beginn der Aufzeichnungen stieg die Einwohnerzahl bis zu Beginn des 19. Jahrhunderts auf einen Höchststand von rund 580. In der Folgezeit sank die Größe der Gemeinde bei zwischenzeitlichen Erholungsphasen bis zu Beginn des 21. Jahrhunderts auf ihren tiefsten Stand von rund 150 Einwohnern.
| Jahr                       | 1962 | 1968 | 1975 | 1982 | 1990 | 1999 | 2006 | 2011 | 2020 |
| Einwohner                  | 209  | 175  | 169  | 174  | 167  | 174  | 155  | 147  | 166  |
| Quellen: Cassini und INSEE |      |      |      |      |      |      |      |      |      |

## Sehenswürdigkeiten
- Pfarrkirche Saint-André

## Wirtschaft und Infrastruktur
Bourrouillan liegt in den Zonen AOC
- des Armagnacs (Armagnac, Bas-Armagnac, Haut-Armagnac, Armagnac-Ténarèze und Blanche Armagnac) und
- des Likörweins Floc de Gascogne (blanc, rosé).[3]

### Verkehr
Bourrouillan ist über die Routes départementales 109, 153 und 258 erreichbar.

## Persönlichkeiten
Alexandre Dufrèche, geboren am 13. Januar 1864 in Bourrouillan, gestorben am 4. Juni 1919 in Cazaubon, war französischer Politiker. Er war Bürgermeister von Cazaubon zwischen 1912 und 1919. Während der Dritten Französischen Republik war er vom 8. Mai 1910 bis zu seinem Tod Abgeordneter des Départements in der Nationalversammlung.